# 皇甫濂
皇甫濂（1508年10月31日—1564年11月2日），字子約，一字道隆，號理山，直隸蘇州府長洲縣人，明朝政治人物、詩人。

## 生平
嘉靖十三年（1534年）甲午科應天鄉試第八十一名舉人，二十三年（1544年）甲辰科二甲第四十七名進士。授工部主事，丁母憂去官。服闋，起復原官，管理惜薪廠。有位商人虛報從中牟利被皇甫濂治罪，該商人的女兒是工部尚書文明的妾，皇甫濂因此被工部尚書斥責，皇甫濂對他說：「您掌管國政，卻放縱奸人違法，難道還要奪走官員執法的職責嗎？」工部尚書聽後嚴肅地向皇甫濂賠罪。以考察謫河南布政使司理問，升興化府同知。四十三年（1564年）患痢疾，卒於官。

## 著作
著有《水部集》二十卷、《逸民傳》二卷、《老子道德經輯解》、《皇甫理山集》等。

## 家族
曾祖皇甫通；祖父皇甫信；父皇甫錄，重慶府知府。母黃氏（封宜人）。皇甫濂與兄皇甫沖、皇甫涍、皇甫汸並稱“皇甫四傑”，又與同里人張鳳翼、張燕翼、張獻翼三兄弟並負才名，吳人稱「前有四皇，後有三張」。

## 延伸阅读
[在维基数据编辑]
 《國朝獻徵錄·卷之五十一》，出自焦竑《國朝獻徵錄》
 《明史卷二百八十七》，出自《明史》

| 官衔          | 官衔                    | 官衔          |
| ------------- | ----------------------- | ------------- |
| 前任： 文大才 | 明朝興化府同知 嘉靖年間 | 繼任： 李時芳 |